# Fred Hoyle Medal and Prize
Die Fred Hoyle Medal and Prize wird vom Institute of Physics für Leistungen in Astrophysik, Gravitationsphysik und Kosmologie vergeben und ist nach Fred Hoyle benannt. Die Medaille besteht aus Silber und ist mit einem Preisgeld von 1000 Pfund verbunden und wird seit 2008 alle zwei Jahre verliehen (in jüngster Zeit in jährlichem Abstand).

## Preisträger
- 2008: Michael Rowan-Robinson für Pionier-Forschung in Infrarot und Submillimeter-Astronomie und beobachtende Kosmologie (Laudatio).
- 2010: Carlos Frenk für wesentliche Beiträge zur Entwicklung des heute weitgehend akzeptierten Cold Dark Matter Modell über kosmologische Simulationen, neue Methoden zur Berechnung der Galaxienentstehung und Analyse von Galaxien-Durchmusterungen (Laudatio).
- 2012: David H. Lyth für seine Beiträge zur Teilchen-Kosmologie, speziell zum Ursprung von Struktur im Universum (Laudatio).
- 2014: Anthony Raymond Bell für die Aufklärung des Ursprungs und Einflusses kosmischer Strahlung und seine wesentlichen Beiträge zu Energietransport durch Elektronen in Laborplasmen (Laudatio).
- 2016: Sheila Rowan für die Entwicklung und Implementierung einer Reihe von Verbesserungen von Präzisionslaser-Interferometern und Pionierleistungen in der Technologie von Gravitationswellenobservatorien (Laudatio).
- 2017: Jane Greaves für bedeutende Beiträge zu unserem Verständnis der Entstehung von Planeten und Bewohnbarkeit von Exoplaneten über die Beobachtung von Staub- und Trümmerscheiben um sonnenähnliche Sterne mit Teleskopen im fernen Infrarot (Laudatio).
- 2018: Hiranya Peiris für ihre führenden Beiträge zum Verständnis von Ursprung und Evolution kosmischer Strukturen, indem sie einen neuartigen interdisziplinären Zugang verfolgte der theoretische, statistische und beobachtende Astronomie, Astrophysik, numerische Relativität und theoretische Physik verbindet.
- 2019: Gilles Chabrier für grundlegende Beiträge zu einer Vielzahl von astrophysikalischen Bereichen, von Planeten bis zu stellarer und galaktischer Astronomie.
- 2020: William J. Chaplin für revolutionären Fortschritt im Verständnis des Sterninnern durch seine Führungsrolle des astroseismischen Programms für sonnenähnliche Sterne der NASA Kepler Mission.
- 2021: Roger L. Davies für wesentliche Beiträge zum Verständnis der Natur und Evolution früher Galaxien und die Entwicklung ihrer Verwendung als kosmologische Proben.
- 2022: Erminia Calabrese, for distinguished work on observational cosmology using the Cosmic Microwave Background to study the origins, content and evolution of the universe, and to probe new regimes of physics.
- 2023: Carole Mundell, for the groundbreaking discovery of the critical role of magnetic fields in black-hole driven explosions and for pioneering novel astrophysical polarimetry of gamma ray bursts to probe the dynamic universe.
- 2024: Isabelle Baraffe, for pioneering research in theoretical astrophysics that has revolutionised understanding of the structure and evolution of stars and planets.